# Chasmanthe bicolor
Chasmanthe bicolor là một loài thực vật có hoa trong họ Diên vĩ. Loài này được (Gasp. ex Vis.) N.E.Br. miêu tả khoa học đầu tiên năm 1932.